# 中川紅葉
中川 紅葉（なかがわ くれは、2000年〈平成12年〉9月1日 - ）は、日本のアーティスト、タレント、女優。ザ・マイカホリックス所属。POWER PLAY PROMOTION（業務提携）

## 来歴
埼玉県川口市出身。
東洋英和女学院小学部、東洋英和女学院中学部・高等部と12年間を学校法人東洋英和女学院系列の学校で過ごす。
中学まではフィンスイミングをしており、2014年11月にタイ・プーケットで行われた「フィンスイミングアジア選手権」の日本代表アジアジュニアメンバー6名に入り、入賞した経験がある。
中学3年生の時にロックバンド[Alexandros]の『ワタリドリ』を聴き衝撃を受け、自らもバンドを始めることを決意。特にフロントマンの川上洋平をリスペクトしており、彼の出身大学である青山学院大学を受験しようと決意する。楽器はピアノ、ギター、ドラムができるが、その中でも一番ハマったのがドラムである。高校時代はバンド活動をしながら、「SWEET LOVE SHOWER」のような野外フェスにも積極的に参加し、やがて受験生になり、2019年2月の一般受験でずっと憧れていた青山学院大学に合格。
2019年4月、青山学院大学文学部仏文学科入学。軽音サークル「軽音楽振興委員会（ARF）」に所属。入学式当日に青山ミスコン運営にスカウトされるもその時は興味を示さなかったが、その後、バンドとして有名になって客を呼べるようになるためには、『やはりまずは自らが影響力を持つ人間になる必要がある』と考え、5月、「FRESH CAMPUS CONTEST 2019」に悩み抜いた末にエントリーし、慣れないSHOWROOMでの配信を6月からおよそ150日継続し、TwitterやInstagramといったSNS更新等の努力の甲斐もあり、グランプリに輝く。
コロナ禍となる中で、山之内すずらと結成した超十代バンド「FuNNy BuNNy」、ファッション雑誌『Ray』（主婦の友社）の専属読者モデルと活躍の幅を広げていく。
2021年から「ザ・マイカホリックス」に所属することとなり、以後は女優、タレント、舞台、アーティスト、ラジオ番組とマルチに活躍中。現在は軽音サークル内で結成したスリーピースバンド「gambit（ギャンビット）」でドラムスを担当。メンバーは夕日桃（ボーカル・ギター）、琉歌（ベース）、中川（ドラムス）。俳優業に専念するため2023年12月にバンドを辞める。
2024年4月現在、青山学院大学文学部フランス文学科4年生。

## 人物
- 身長158cm[3]、体重41kg。血液型はA型。
- 趣味は映画鑑賞[3]、音楽鑑賞、読書[3]、カメラ[3]。特技はフィンスイミング[3]、ドラム[3]。
- 好きな食べ物はラーメン。
- 性格は竹を割ったようにサバサバしているが、ぬいぐるみや愛嬌のあるキャラクターものが好き。
- 母親と仲が良く、SNS投稿写真をよく撮影してもらっている。
- 好きな芸能人は兼近大樹、間宮祥太朗、広瀬すずなど。

## 出演

### テレビドラマ
- 木のストロー（2022年2月27日、フジテレビ） - 萌音 役
- あざとくて何が悪いの?「あざと連ドラ」第4弾（2022年4月3日、テレビ朝日） - 第1話ヒロイン 佐藤アズサ 役
- パンドラの果実 ～科学犯罪捜査ファイル～（2022年5月14日、日本テレビ）- 吉田咲 役
- ナンバMG5 第7話（2022年6月1日、フジテレビ） - 女子生徒 役
- 空白を満たしなさい 第1話（2022年6月25日、NHK）- 西澤香 役
- 親愛なる僕へ殺意をこめて 第2話（2022年10月12日、フジテレビ）
- ひきこもり先生 シーズン2 前後編（2022年12月17日・24日、NHK）- 坂本ゆりあ 役
- シッコウ!!〜犬と私と執行官〜（2023年7月4日 - 9月12日、テレビ朝日）- 鵜沼雪乃 役[1]
- アイドル誕生 輝け昭和歌謡（2023年12月1日、NHK BSプレミアム4K / 2024年1月2日、NHK BS）- ケイ 役[4]

### 配信ドラマ
- あなたに聴かせたい歌があるんだ 第5話（2022年5月20日、Hulu） - かおりの後輩 役

### 映画
- ココでのはなし (2023年公開予定）- 井野小桃 役
- 逃走あるいは闘争（2023年初旬配信予定）- リノ 役 ※短編映画

### 舞台
- 「処女のまま死ぬやつなんていない、みんな世の中にやられちまうからな」（2022年7月1日 - 10日、博品館劇場）- 藤田有紀 役

### ラジオ
- 中川紅葉の脳内日録（2021年8月 - 、AuDee）DJ
- ニッポン放送「前田裕二のオールナイトニッポンX」ゲスト出演（2022年4月14日）
- MBSラジオ「イマドキッキャンパスナイト」（2023年10月 -）
- オレたちゴチャ・まぜっ!〜集まれヤンヤン〜（2025年4月20日 - 、MBSラジオ） - ヤンヤンガールズ17期生

### エッセイ
- KADOKAWAウォーカープラス「ココロすっぴん」（2022年11月 - ）

### バラエティ
- EXITV（不定期出演、フジテレビ）- ナレーション
- 花束とオオカミちゃんには騙されない（2023年3月5日 - 、ABEMA SPECIAL）[5]

### 声優
- YouTube短編アニメ「お米戦隊マイマイマイ」飯野マイナ役[6]

### MV
- Poison Pop Pepper「手持ち花火」ヒロイン役
- kobore「STRAWBERRY」ヒロイン 高峰ヨル役

### イベント
- 音楽とファッションをカラーで紡ぐライブファッションイベント「COLORZ powered by SHEIN」